# Avraham Stern (politik)
Avraham Stern (hebrejsky: אברהם שטרן, Avraham Štern, plným jménem Avraham Jicchak Stern, אברהם יצחק שטרן) byl izraelský politik a poslanec Knesetu za Národní náboženskou stranu.

## Biografie
Narodil se 30. října 1935 v Haifě. Sloužil v izraelské armádě u jednotek nachal. Získal bakalářské vzdělání na Haifské univerzitě. Hovořil hebrejsky, anglicky a jidiš.

## Politická dráha
Působil jako generální tajemník mládežnického hnutí Bnej Akiva, politický tajemník organizace náboženských kibuců ha-Kibuc ha-Dati. Zastával funkci místopředsedy Národní náboženské strany.
V izraelském parlamentu zasedl po volbách v roce 1996, v nichž kandidoval za Národní náboženskou stranu. Byl členem výboru pro záležitosti vnitra a životního prostředí, výboru pro jmenování rabínských soudců a výboru House Committee. Zemřel po necelém roce ve funkci poslance, 12. května 1997. V Knesetu ho nahradil Nisan Slomi'anski.